# Benzofuran
Benzofuran je heterociklično jedinjenje koji se sastoji od kondenzovanih prstena benzena i furana. Ova bezbojna tečnost je komponenta katrana. Benzofuran je osnova mnogih srodnih jedinjenja sa kompleksnijim strukturama. Na primer, psoralen je derivat benzofurana koji se javlja u nekoliko biljki.

## Produkcija
Benzofuran se može ekstrahovati iz katrana. On se takođe dobija dehidrogenacijom 2-etilfenola.

### Laboratorijski metodi
Benzofuran se može pripremiti putem O-alkilacije salicilaldehida sa hlorosirćetnom kiselinom i naknadnom dehidratacijom nastalog etra. U drugom metodu zvanom Perkinovo preuređenje kumarin reaguje sa hidroksidom: 

## Srodna jedinjenja
- Furan
- Indol
- Izobenzofuran
- Auron
- Tunberginol F